# Periophthalmus kalolo
Periophthalmus kalolo és una espècie de peix de la família dels gòbids i de l'ordre dels perciformes.

## Morfologia
Els mascles poden assolir els 14,1 cm de longitud total.

## Distribució geogràfica
Es troba des de l'Àfrica oriental fins a Samoa.